# داي لويس
داي لويس (بالإنجليزية: Dai Lewis)‏ هو لاعب كرة قدم ومدرب كرة قدم بريطاني، (ولد في ويلز في المملكة المتحدة 1912  م).